# Biblioteca Técnica Nacional de Praga

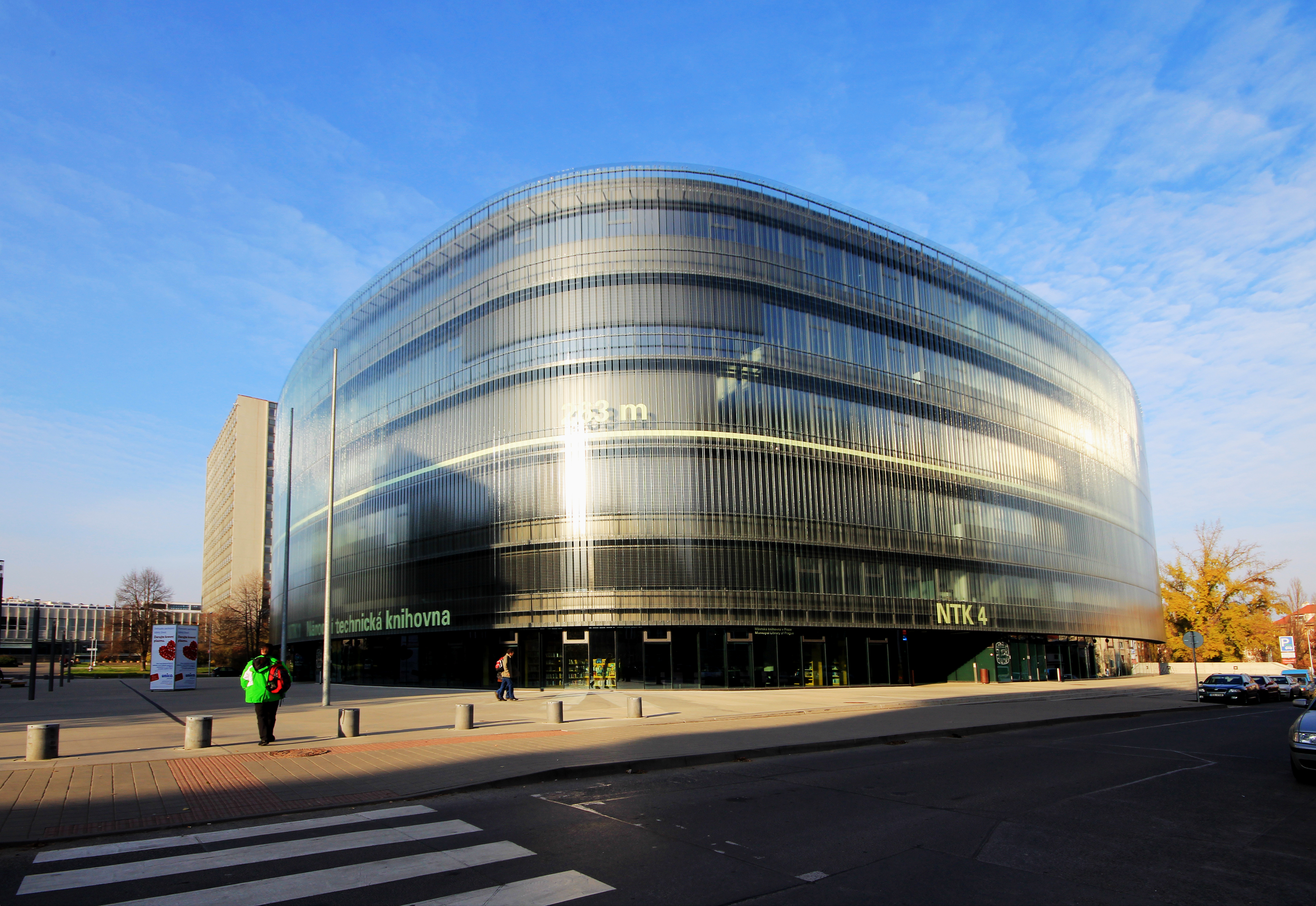
Vista exterior da biblioteca.

A Biblioteca Técnica Nacional de Praga ou simplesmente Biblioteca Técnica Nacional (em checo: Národní Technická Knihovna) encontra-se em Technická 6 em Praga, Chéquia (Tchéquia) e também alberga a Biblioteca Municipal. A antiga sede da Biblioteca Nacional Técnica foi o Clementinum, da que todos os livros e materiais foram transferidos à nova biblioteca depois da finalização da construção. O edifício foi desenhado pelos arquitetos Roman Brychta, Halíř Adán, Hofmeister Ondřej e Petr Lhešek de Projektil Architekti depois de ganhar o primeiro prêmio num concurso de arquitetura celebrado no ano 2000. A construção começou em 2006 e terminou-se em janeiro de 2009. A biblioteca abriu as suas portas ao público oficialmente em 9 de setembro de 2009.